# Mr. Fuji (mánager)
Harry Fujiwara (Honolulu, Hawái; 4 de mayo de 1935- Clarksville, Tennessee; 28 de agosto de 2016), fue un luchador profesional estadounidense y mánager, más conocido en el ring como Mr. Fuji.

## Carrera

### World Wide Wrestling Federation (1972–1974)
Fuji debutó en la empresa de Vincent J. McMahon, la World Wide Wrestling Federation en 1972 como un heel. Formó un tag team con Professor Toru Tanaka y fueron dirigidos por Grand Wizard. Fuji utiliza sal para tirarle en los ojos a sus oponentes, consiguiendo así varias victorias. El 27 de junio de 1972 derrotaron a Sonny King & Chief Jay Strongbow ganando su primer Campeonato Mundial en Parejas.

### Georgia Championship Wrestling (1975)
Fuji y Tanaka debutaron en Georgia Championship Wrestling en agosto de 1975. El 19 de septiembre de 1975, participaron en un torneo de cuatro equipos donde derrotaron a sus ex-rivales de la WWWF, Tony Garea y Dean Ho en la final para ganar el vacante Campeonato en Parejas de Georgia de la NWA. Más tarde los perdieron ante Bob Backlund y Jerry Brisco. Poco después de su pérdida del título, dejaron la GCW y recorrieron varios territorios.

## Campeonatos y logros
- Continental Wrestling Association
  - AWA Southern Tag Team Championship (1 vez) – con Toru Tanaka[9]

- Georgia Championship Wrestling
  - NWA Georgia Tag Team Championship (1 vez) – con Toru Tanaka[9]

- World Wide Wrestling Federation / World Wrestling Federation / World Wrestling Entertainment
  - Hall of Fame (2007)[3]
  - WWWF/WWF World Tag Team Championship (5 veces) – con Toru Tanaka (3) y Mr. Saito (2)[10]